# Gårda BK
Gårda BK is een Zweedse voetbalclub uit Göteborg.

## Geschiedenis
De club werd in 1919 opgericht en speelde in 1935/36 voor het eerst in de hoogste klasse en werd dat seizoen gedeeld vijfde met Landskrona BoIS. In 1938 en 1939 later herhaalde het deze plaats. Daarna ging het bergaf en in 1941 flirtte de club zelfs met de degradatie maar kon deze vermijden. In 1943 kon de club degradatie niet meer vermijden. Gårda kon nooit meer terugkeren naar de elite.

## Bekende spelers
- Gunnar Gren
- Filip Johansson
- Kennet Andersson
- Mikael Martinsson